# Wilson Méndez
Wilson Heriberto Méndez (Presidente Franco, Alto Paraná, Paraguay, 25 de mayo de 1982) es un futbolista paraguayo. Juega de defensa lateral derecho.

## Clubes
| Club             | País     | Año       |
| ---------------- | -------- | --------- |
| Cerro Porteño PF | Paraguay | 2003–2004 |
| 3 de Febrero     | Paraguay | 2005–2008 |
| Sportivo Luqueño | Paraguay | 2009      |
| 12 de Octubre    | Paraguay | 2009      |
| Curicó Unido     | Chile    | 2010–2012 |
| 3 de Febrero     | Paraguay | 2013–2014 |
| Cerro Porteño PF | Paraguay | 2015      |

### Participaciones en Copas Nacionales
| Copa               | País     | Resultado     | Partidos | Goles |
| ------------------ | -------- | ------------- | -------- | ----- |
| Copa Paraguay 2018 | Paraguay | Por confirmar | 0        | 0     |